# Marcus Jan Adriani
Marcus Jan Adriani (1908 -  ) foi um botânico holandês.